# Joel Goldsmith
Joel Goldsmith (19 de novembro de 1957 – 29 de abril de 2012) foi um compositor estadunidense de trilhas sonoras para filmes, programas de televisão e jogos eletrônicos. Ele era filho do também compositor Jerry Goldsmith, tendo colaborado com o pai em algumas ocasiões. 
Ele foi o compositor principal da série Stargate SG-1, apesar do tema principal ter sido composto por David Arnold. Em Stargate Atlantis, ele compôs o tema de abertura e a trilha sonora.
Goldsmith colaborou com seu pai Jerry Goldsmith em algumas ocasiões, com a mais conhecida sendo Star Trek: First Contact.
Goldsmith morreu em 29 de abril de 2012.